# メイプルメイド
『メイプルメイド』は2005年小学館発売の『小学五年生」で連載されていた、山辺麻由の漫画。

## 登場人物
七原楓（ななはら かえで）
本作の主人公（ヒロイン）。一緒に住んでいた祖母が亡くなった為、時任家の引き取られる。楓の祖母から教わった掃除、料理等が大得意。最初は石火の事が気になっていたが、水波の優しさに惹かれて水波の事が好きになる。
時任水波（ときとう みなみ）
時任家の長男。弟の石火とは双子だが石火とは性格は正反対で冷たくて生意気なところもあるが本当は優しい一面もある。乗馬もしていて腕は確か。
時任石火（ときとう せっか）
時任家の次男。水波とは違い、「僕と結婚しよう」などと言う強引なところもある。
時任黄金（ときとう こがね）
時任家の三男。食べ物を食べている時やテレビを見ているときなどで、「これだったら1000円」などと言う癖がある。金好き。
時任土門（ときとう どもん）
水波・石火・黄金の父親で売れない少女小説家。みんなからは「ドモンパ」と呼ばれている。
西崎
楓の祖母の知り合いだった弁護士。ある事を生前に楓の祖母頼まれる。